# Верига
Веригата (синджир) представлява поредица от звена (халки или метални пластини), свързани помежду си чрез взаимно преплитане, пресоване или занитване. Най-често са изработени от метал.
Различните видове вериги имат различна структура и предназначение. Най-големите вериги се употребяват за окачване на корабни котви и тежат до десетки тонове. Най-малките се използват като украшения и обикновено се изработват от ценни метали.

## Видове вериги – според тяхното приложение

#### Задвижващи вериги
Използват се в т.нар. верижни предавки, които представляват зъбни колела закрепени неподвижно на валове, като движението от единия вал се предава на другия посредством безкрайна гъвкава връзка – задвижваща верига. Работят при големи скорости – до около 25 m/s. Според конструкцията си задвижващите вериги биват:
- Втулко-ролкови вериги – изработват се от метални пластини (вътрешни и външни), съединени едно за друго посредством запресовани в двата края валячета (плътни оси). С цел намаляване на триенето при работа, преди запресоването, върху валячетата се поставят втулки, които свободно да се въртят около тях, а след това се поставят ролки. Ролките намаляват триенето, по време на работа, като се търкалят по контактната повърхност на зъбните колела.
- Зъбни вериги – изработени са от метални пластини със специфичен зъбен профил и съединени посредством нит. При зъбните вериги зъбните колела предават движение посредством директен контакт с профила на звената.

#### Режещи вериги
Те са работен инструмент на преносими верижни триони, мобилни или стационарни верижни установки и се задвижват от тях. Служат за рязане на различни видове материали: дърво, пластмаса, бетон. По конструкция наподобяват зъбните вериги, но освен зъбен профил за предаване на движението, някои от звената имат режещ зъб, посредством който се осъществява рязането. Геометрията му и материалът, от който е изработен зъбът, обуславят неговото приложение (вида материал, който може да бъде разрязан с всяка една режеща верига).

#### Товароподемни вериги
Използват се в различни видове подемни механизми и машини за окачване и вдигане на товари: макари, лебедки, телфери, кранове. Работят при малки скорости 0,25 до 0,5 m/s.

#### Теглителни вериги
Намират приложение в елеватори, транспортьори и други транспортни съоръжения. Използват се при работни скорости до 1 m/s.